# Młodzieżowe Indywidualne Mistrzostwa Szwecji na Żużlu 1983
Młodzieżowe Indywidualne Mistrzostwa Szwecji na Żużlu 1983 – cykl turniejów żużlowych, mających wyłonić najlepszych szwedzkich żużlowców w kategorii do 21 lat, w sezonie 1983. Tytuł wywalczył Ove Österberg.

## Finał
- Visby, 17 września 1983

| Msc. | Zawodnik         | Klub        | Pkt   |  |  |
| ---- | ---------------- | ----------- | ----- |  |  |
| 1    | Ove Österberg    | Indianerna  | 14    |  |  |
| 2    | Leif Wahlman     | Vargarna    | 11 +3 |  |  |
| 3    | Jimmy Nilsen     | Getingarna  | 11 +2 |  |  |
| 4    | Dennis Löfqvist  | Bysarna     | 11 +1 |  |  |
| 5    | Kenneth Nyström  | Ornarna     | 10    |  |  |
| 6    | Anders Kling     | Dackarna    | 10    |  |  |
| 7    | Tony Gudbrand    | Brassarna   | 9     |  |  |
| 8    | Kjell Nielsen    | Indianerna  | 8     |  |  |
| 9    | Lars Andersson   | Gamarna     | 7     |  |  |
| 10   | Patrik Karlsson  | Vargarna    | 5     |  |  |
| 11   | Hans Hallén      | Solkatterna | 5     |  |  |
| 12   | Kent Björk       | Solkatterna | 5     |  |  |
| 13   | Tommy Lindgren   | Indianerna  | 5     |  |  |
| 14   | Peder Messing    | Rospiggarna | 3     |  |  |
| 15   | Stefan Karlsson  | Indianerna  | 2     |  |  |
| 16   | Johan Zackrisson | Piraterna   | 1     |  |  |